# Rimba Alai
Rimba Alai ist ein Dorf (Desa) im Subdistrikt (Kecamatan) Banyuasin III des Regierungsbezirks (Kabupaten) Banyuasin in der Provinz Südsumatra, Indonesien. 2010 hatte die Verwaltungseinheit 989 Einwohner.

## Belege
1. ↑  Population of Indonesia by Village. (PDF; 5,9 MB) In: Result of 2010 population census. Badan Pusat Statistik, 2010, archiviert vom Original am 6. April 2013; abgerufen am 15. Juni 2013 (englisch).